# Thalamita edwardsi
Thalamita edwardsi är en kräftdjursart som beskrevs av Lancelot Alexander Borradaile 1900. Thalamita edwardsi ingår i släktet Thalamita och familjen simkrabbor. Inga underarter finns listade i Catalogue of Life.